# Nassau Inter-County Express
Nassau Inter-County Express (NICE) is de grootste busvervoerder in Nassau County in de Amerikaanse staat New York. De concessie en exploitatie zijn in handen van Transdev, maar de bussen zijn eigendom van het countybestuur. NICE werd in 2011 opgericht en bedient heel Nassau County (met uitzondering van Oyster Bay en delen van Long Beach), het zuidwesten van Suffolk County en het oosten van Queens.

## Geschiedenis
In 1973 nam de Metropolitan Transportation Authority (MTA) de 11 busvervoerders over die in Nassau County reden. De lijnen werden in eerste instantie gereden onder de naam Metropolitan Suburban Bus Authority, maar in 1995 werd de naam gewijzigd in MTA Long Island Bus. In 2007 werd een piek in het aantal reizigers bereikt: er waren toen 109,000 reizigers per werkdag. In 2011 waren dat er nog maar 101,981 per werkdag.
In 2010 stond de toekomst van MTA Long Island Bus op het spel toen men drastische versoberingen aankondigde, omdat de MTA van mening was dat Nassau County een te lage subsidie uitgaf. Daardoor werd de exploitatie te duur voor de MTA, die zelf een flinke bijdrage leverde (24 miljoen dollar per jaar). Het countybestuur gaf een subsidie van slechts 9,1 miljoen dollar per jaar uit, wat volgens MTA verhoogd zou moeten worden naar 26 miljoen dollar per jaar. Ter vergelijking: Westchester County gaf haar eigen lijnennet (Bee-Line Bus System), dat ongeveer even groot was, een subsidie van 33 miljoen per jaar, en Suffolk County met Suffolk County Transit 24 miljoen per jaar, terwijl laatstgenoemd lijnennet veel kleiner was. Het countybestuur van Nassau County wilde echter geen hogere bijdrage leveren. Sterker nog: men wilde de subsidie just verlagen van 9,1 miljoen naar 4,1 miljoen dollar per jaar. Het countybestuur besloot daarom om het privécontract met MTA op termijn te beëindigen en de concessie openbaar aan te besteden. In 2012 werd de subsidie uiteindelijk verlaagd naar 2,5 miljoen per jaar.
Nog voordat de concessie was aanbesteed, reageerde de MTA op 27 april 2011 door aan het einde van 2011 alle busvervoer in Nassau County te staken. Ed Mangano, toenmalig gouverneur van de county, kondigde niet lang daarna aan dat Veolia Transport (nu:  Transdev) het vervoer op 1 januari 2012 zou overnemen, waarbij Veolia de lijnen zou exploiteren en het countybestuur nieuwe bussen zou aankopen. Op 10 november 2011 kondigden Veolia en Mangano de nieuwe merknaam aan: Nassau Inter-County Express (kortweg: NICE). Alle nieuwe en van de MTA overgenomen bussen kregen dan ook een bijpassende, gloednieuwe kleurstelling. Ook zou het bestaande lijnennet en de dienstregeling grotendeels behouden blijven. De overname door Veolia kon echter rekenen op veel kritiek, zowel van reizigers als werknemers.
In februari 2012 kondigde NICE alsnog versoberingen aan, die in april 2012 in zouden gaan. Er werd echter wel meer geïnvesteerd op goed bezette lijnen. De versoberingen waren te merken op dertig lijnen; zeven daarvan reden niet meer in het weekend. Ook dit plan kon rekenen op veel kritiek, omdat men van mening was dat de versoberingen te snel werden aangekondigd (slechts zes weken na het ingaan van de concessie).
In 2013 kreeg NICE een eenmalige subsidie van de staat New York (5 miljoen dollar) en van haar aandeel in het MetroCard-systeem (3 miljoen dollar).
In maart 2014 had NICE een begrotingstekort van 3,3 miljoen dollar. NICE hoopte daarop nog eens 1,2 miljoen dollar van de staat te ontvangen.
Op 31 oktober 2014 stemde het bestuur van Nassau County in met een subisidieverhoging van 2,6 miljoen naar 4,6 miljoen dollar per jaar. Ook werd toegezegd dat losse kaartjes niet duurder zouden worden. De verhoging kon op veel lof van reizigers rekenen, hoewel het begrotingstekort van NICE zelf daarmee niet werd gedicht. Op 11 december 2014 stelde gouverneur Ed Mangano echter voor om juist 4 miljoen dollar per jaar minder subisidie te geven, om zo het eigen begrotingstekort van 30 miljoen dollar te dichten. Dit is echter niet doorgegaan.
Met ingang van 17 januari 2016 schrapte NICE vijftien buslijnen.
Met ingang van 27 juni 2016 werd de dienst op lijn n80 en n81 hersteld en de dienst op lijn n14 en n17 deels hersteld.
Met ingang van 6 september 2016 werd de dienst op lijn n51 hersteld en op lijn n2, n62 en n73 deels hersteld.
In december 2016 waarschuwde NICE echter voor nieuwe versoberingen, omdat het begrotingstekort inmiddels was opgelopen tot 12 miljoen dollar per jaar. Door de vele kritiek ging het plan echter niet door. In februari 2017 werd een nieuw plan voorgesteld, waarbij tien buslijnen zouden verdwijnen en vier buslijnen een uitgeklede dienstregeling zouden krijgen. De getroffen lijnen waren onder meer de lijnen die in 2016 nog waren hersteld. De staat van New York kondigde hierop wederom een eenmalige subsidie aan, waardoor drie lijnen behouden konden worden.
In juli 2018 werd door NICE een verbeteringsplan opgesteld. Dit plan zou in de jaren erna tot hogere frequenties, herstel van eerder geschrapte lijnen en nieuwe snelbussen naar Manhattan moeten leiden.

## Busdepots

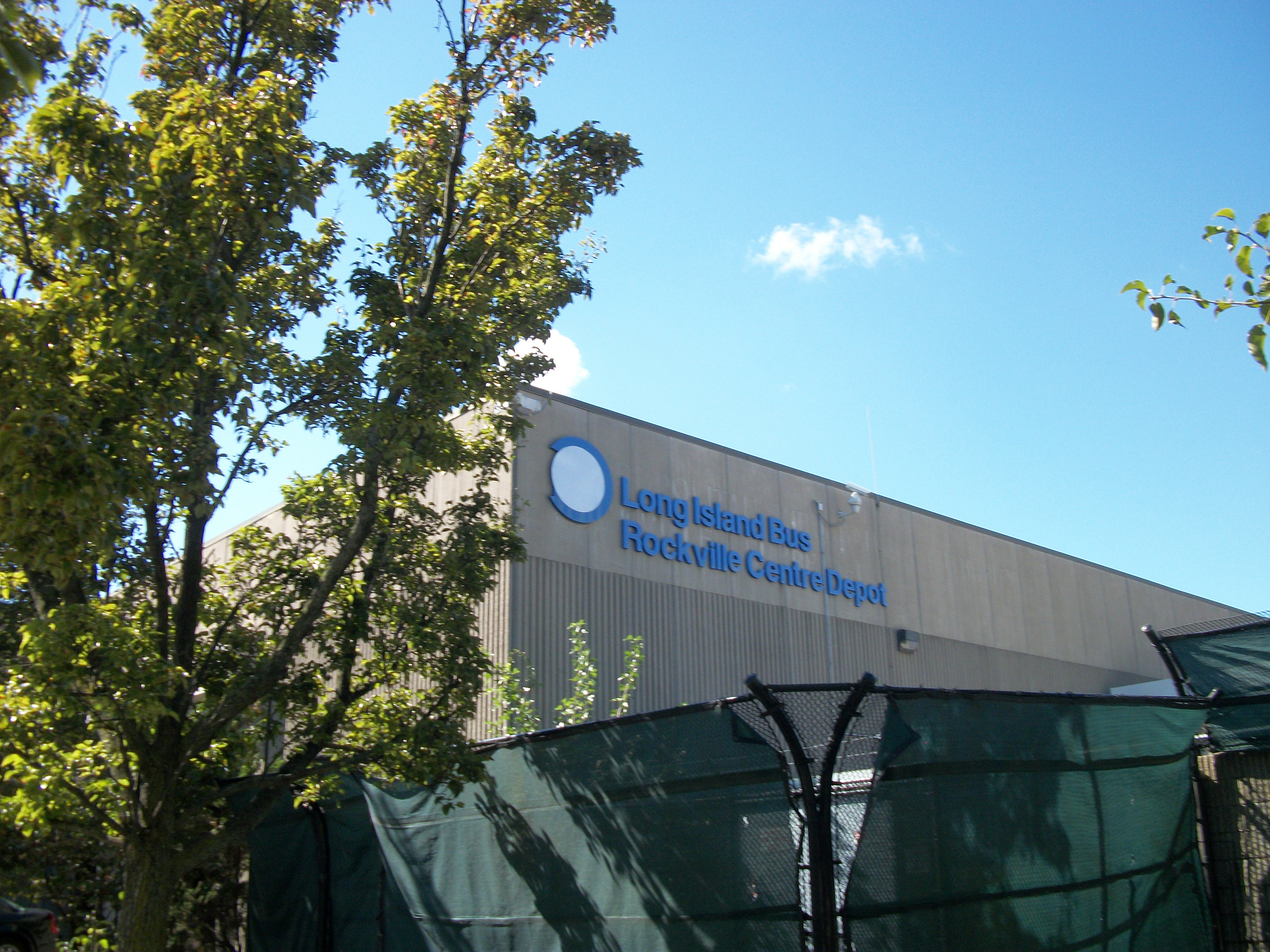
Het Rockville Centre-depot (september 2012)

Nassau Inter-County Express heeft drie depots - waarvan twee daadwerkelijk in gebruik zijn - tot haar beschikking.
Mitchel Field DepotHet Mitchel Field Depot in Uniondale is het grootste van de twee in gebruik zijnde depots. Hier worden alle bussen (12 en 18 meter) van de vaste lijndiensten gestald. Ook de communicatie-afdeling, voor communicatie met en aansturing van chauffeurs, is hier gevestigd. Het depot is vernoemd naar de Mitchel Air Force Base die hier van 1918 tot 1961 gevestigd was.
Stewart Avenue DepotHet Stewart Avenue Depot in East Garden City wordt gebruikt om alle Able-Ride-voertuigen (gehandicaptenvervoer, vergelijkbaar met Valys) te stallen.
Rockville Centre Depot (buiten gebruik)Het Rockville Centre Bus Depot in Rockville Centre is een buiten gebruik gesteld depot. Het depot werd gebouwd door Bee Line, Inc, een vervoerder die in de twintigste eeuw veel lijnen in en rond New York exploiteerde. In 2017 werd het depot omwille van kostenbesparing gesloten. Sindsdien wordt het depot alleen nog gebruikt om buiten gebruik gestelde bussen te stallen.

## Wagenpark

### Lijnbussen
| Foto | Fabrikant + modelnaam                   | Bouwjaar  | Lengte   | Wagennummers (Totaal) |
| ---- | --------------------------------------- | --------- | -------- | --------------------- |
|      | Orion VII 07.501 Next Generation        | 2010-2011 | 12 meter | 1800-1839 (40 bussen) |
|      | Orion VII 07.501 EPA10 Third Generation | 2012-2013 | 12 meter | 1840-1884 (45 bussen) |
|      | New Flyer XN40 Xcelsior                 | 2015-2016 | 12 meter | 1885-1964 (80 bussen) |
|      | New Flyer XN60 Xcelsior                 | 2016      | 18 meter | 1965-1969 (5 bussen)  |
|      | New Flyer XN40 Xcelsior                 | 2019      | 12 meter | 1970-1979 (10 bussen) |
|      | New Flyer XN40 Xcelsior                 | 2021      | 12 meter | 1980-1999 (20 bussen) |
|      | Gillig BRT Plus                         | 2021      | 12 meter | 2000-2079 (80 bussen) |

### Gehandicaptenvoertuigen
| Foto | Fabrikant + modelnaam                       | Bouwjaar  | Lengte    | Wagennummers (Totaal) |
| ---- | ------------------------------------------- | --------- | --------- | --------------------- |
|      | ARBOC Specialty Vehicles Spirit of Mobility | 2015-2016 | 7,9 meter | 2290-2297 (8 bussen)  |
|      | Ford Transit 350 HD minibus                 | 2016-2019 | 7,9 meter | 2340-2390 (51 bussen) |

### Toekomstige bussen
NICE heeft een contract gesloten met New Flyer om zes elektrische bussen te bouwen van het type XE40 (12 meter), met een optie op nog eens dertig. Eveneens is overeengekomen dat er nog eens 33 van het type XN40 (diesel - 12 meter) worden gebouwd.
Verder heeft NICE een contract gesloten met Gillig Advantage om nog eens 85 bussen van het type BRT Plus (diesel - 12 meter) te bouwen, ter vervanging van alle Orion VII-bussen.

## Lijnennet

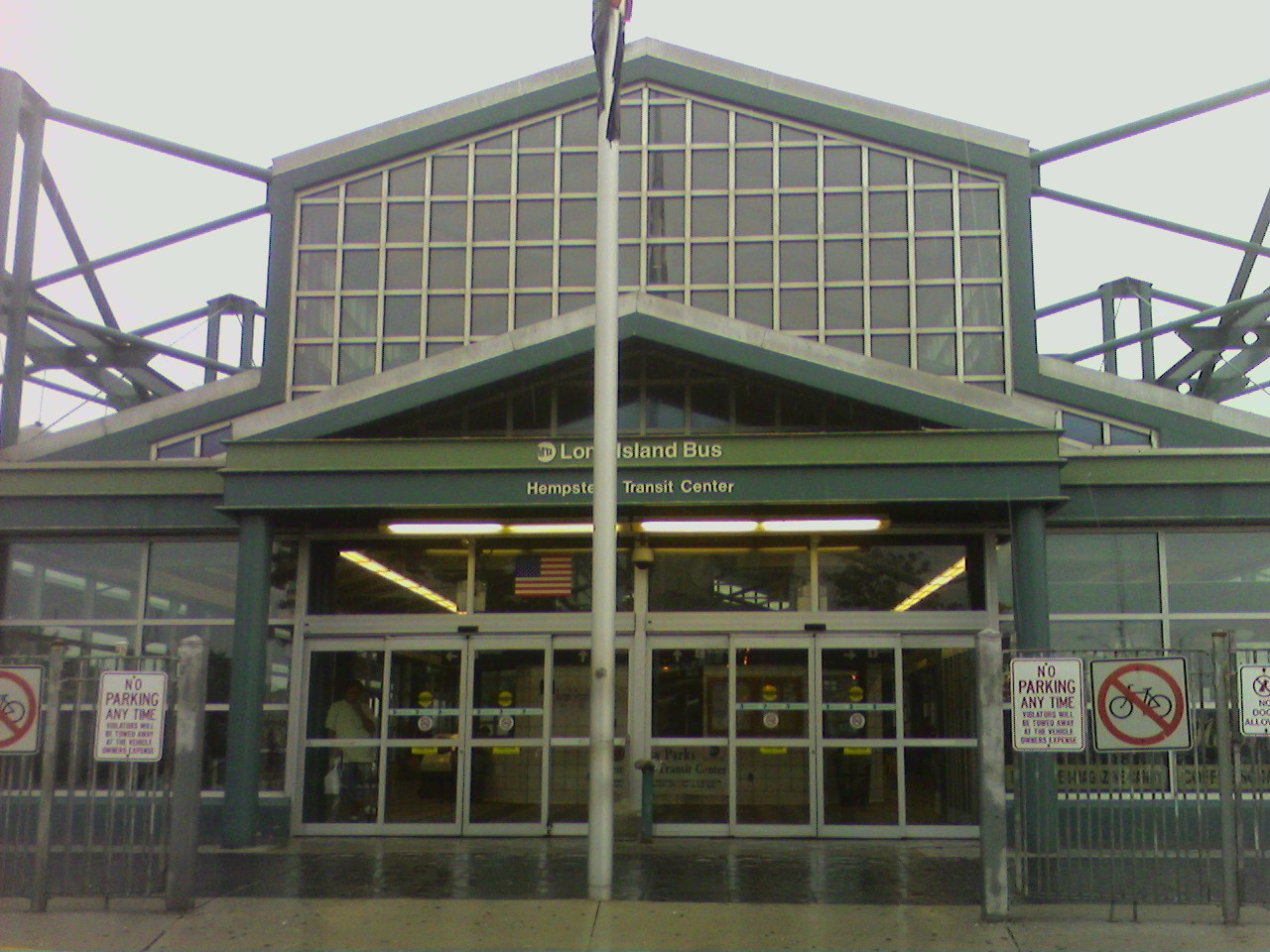
Het Hempstead Transit Center, een groot (bus)station waar 21 lijnen samenkomen

NICE exploiteert 36 lijnen, inclusief twee buurtbussen die Hempstead, North Hempstead, het zuidelijk deel van Oyster Bay, en delen van Long Beach en Glen Cove bedienen. Alle lijnnummers, behalve de buurtbussen, worden aangeduid met een n (van Nassau County). Op lijn n40 en n41 wordt 24 uur per dag gereden tussen Mineola en Freeport, evenals op lijn n4 en n6.

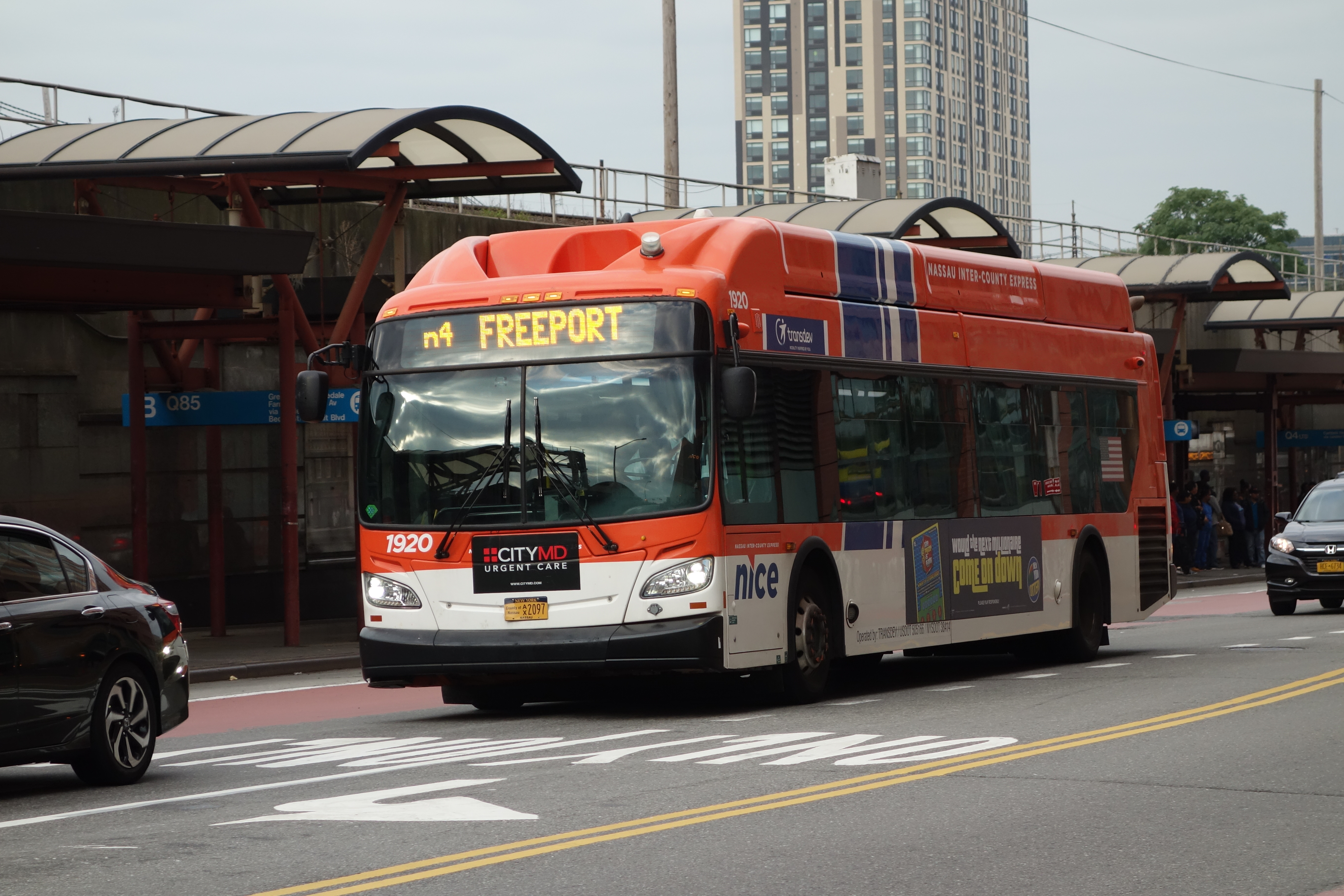
Een New Flyer XN40 op lijn n4

In Jamaica, Flushing en Long Beach is in de regel geen lokaal vervoer toegestaan op NICE-bussen. Voor lokaal vervoer in Queens dient men bussen van de MTA te gebruiken en in Long Beach van Long Beach Bus. Er zijn echter twee uitzonderingen hierop: de n24 rijdt aan een kant van Jericho Turnpike/Jamaica Avenue aan New Yorkse zijde, maar aan de andere kant aan Hempsteadse zijde. Zodoende mag er aan Hempsteadse zijde dus wél lokaal worden gereisd. De andere uitzondering is op lijn n31, n32 en n33, die een deel van Far Rockaway, waar MTA niet actief is, bedienen.
Het grootste overstappunt is te vinden in Hempstead: Hempstead Transit Center. Hier komen 21 buslijnen van NICE samen en kan men direct overstappen op treinen van de Long Island Rail Road. 